# Good Morning, Boys
Good Morning, Boys – amerykański film z 1937 roku w reżyserii Marcela Varnela.

## Obsada
- Will Hay
- Martita Hunt